# Джонні Лі Міллер
Джонні Лі Міллер (англ. Jonny Lee Miller, нар. 15 листопада 1972, Лондон, Велика Британія) — англійський актор кіно, телебачення та театру.

## Життєпис
Джонні Лі Міллер народився в Лондоні в родині акторів. Його дідусь Бернард Лі відомий роллю М у одинадцяти фільмах про Джеймса Бонда. Але Джонні його погано пам'ятає — він помер, коли хлопчику було вісім. Після зустрічі з Джудом Лоу, Міллер приєднався до Національного молодіжного музичного театру. У шістнадцять закінчив навчання, зосередившись на акторській кар'єрі.

## Кар'єра
Почав зніматися ще в дитячі роки. Перші ролі були в телесеріалах, зокрема «Доктор Хто», «Менсфілд парк» , «Дотримання пристойності», «Інспектор Морс». Його першою великою роботою стала роль комп'ютерного генія у кіберпанківському фільмі «Хакери». Невдовзі після цього виходить культова британська стрічка «На голці». В ній актор виконав роль психа Саймона Вільямсона. 
У фільмі про події під час Першої світової війни «Відродження» актор виконав роль лейтенанта Біллі Прайора. У гангстерській стрічці «Лондонські пси» Джонні зіграв кур'єра, який через незадоволеність життям приєднується до банди. Потім знявся у стрічці жахів «Дракула 2000». У 2004 вийшов фільм Вуді Аллена «Мелінда та Мелінда», Міллер виконав роль Лі. Наступного року з'явився у науково-фантастичній стрічці «Еон Флакс», головну жіночу роль в якій виконала Шарліз Терон.
У 2008-2009 актор виконував роль адвоката, у якого з'явилися здібності ясновидіння у телесеріалі «Ілай Стоун». У п'ятому сезоні приєднався до акторського складу серіалу «Декстер». У 2011  виконав роль у стрічці Тіма Бертона «Похмурі тіні». У серіалі «Елементарно» виконав головну роль Шерлока Холмса, його партнеркою стала Люсі Лью. У 2017 Джонні знову з'явився у ролі Саймона Вільямсона у фільмі «Т2 Трейнспоттінг».
Крім того актор виконує ролі на театральній сцені. У 2012 Міллер став кращим актором за роль у постановці Національного театру «Франкінштейн», отримавши престижну нагороду Премію Лоуренса Олів'є разом з Бенедиктом Камбербетчем.

## Особисте життя
На зйомках фільму «Хакери» почались стосунки з Анджеліною Джолі. У березні 1996 пара обмінялася весільними клятвами, а вже у вересні наступного року вони почали жити окремо. Офіційно розлучилися у лютому 1999.
Другою дружиною актора стала Мішель Гікс. Вони одружилися у 2008. 3 грудня 2008 у подружжя народився син Бастер Тімоті Міллер.

## Фільмографія

### Фільми
| Рік  | Назва                 | Оригінальна назва                   | Роль                | Примітки  |
| ---- | --------------------- | ----------------------------------- | ------------------- | --------- |
| 1993 | «Погана компанія»     | Bad Company                         | Майкл Гікі          | телефільм |
| 1993 | «В'язниця Оллі»       | Olly's Prison                       | Смайлер             | телефільм |
| 1995 | «Хакери»              | Hackers                             | Дейд Мерфі          |           |
| 1996 | «На голці»            | Trainspotting                       | Саймон Вільямсон    |           |
| 1997 | «На заході сонця»     | Afterglow                           | Джеффрі             |           |
| 1997 | «Відродження»         | Regeneration                        | Біллі Прайор        |           |
| 1999 | «Планкет та Маклейн»  | Plunkett & Macleane                 | Маклейн             |           |
| 1999 | «Менсфілд парк»       | Mansfield Park                      | Едмунд Бертран      |           |
| 2000 | «Лондонські пси»      | Love, Honour and Obey               | Джонні              |           |
| 2000 | «Співучасники»        | Complicity                          | Кемерон Коллі       |           |
| 2000 | «Дракула 2000»        | Dracula 2000                        | Саймон Шепард       |           |
| 2002 | «Месник»              | The Escapist                        | Деніс Гопкінс       |           |
| 2003 | «Байрон»              | Byron                               | лорд Байрон         | телефільм |
| 2004 | «Мисливці за розумом» | Mindhunters                         | Лукас Гарпер        |           |
| 2004 | «Мелінда та Мелінда»  | Melinda and Melinda                 | Лі                  |           |
| 2005 | «Еон Флакс»           | Æon Flux                            | Орен Гудчайлд       |           |
| 2006 |                       | The Flying Scotsman                 | Грем Обрі           |           |
| 2009 | «Кінець гри»          | Endgame                             | Майкл Янг           |           |
| 2011 | «Франкенштейн»        | National Theatre Live: Frankenstein | Віктор Франкінштейн | телефільм |
| 2012 | «Похмурі тіні»        | Dark Shadows                        | Роджер Коллінз      |           |
| 2012 | «Візантія»            | Byzantium                           | Рутвен              |           |
| 2017 | «Т2 Трейнспоттінг»    | T2 Trainspotting                    | Саймон Вільямсон    |           |
| 2021 | «Поселенці»           | Settlers                            | Реза                |           |
| 2023 | «Перекладач»          | The Covenant                        | полковник Воукс     |           |

### Серіали
| Рік       | Назва                        | Оригінальна назва                 | Роль                   | Примітки               |
| --------- | ---------------------------- | --------------------------------- | ---------------------- | ---------------------- |
| 1982      | «Доктор Хто»                 | Doctor Who                        | дитина Кінди           | 1 епізод               |
| 1983      |                              | Jemima Shore Investigates         | хлопчик                | 1 епізод               |
| 1983      |                              | Storyboard                        | Крістофер              | 1 епізод               |
| 1983      | «Менсфілд-парк»              | Mansfield Park                    | Чарльз Прайс           | 2 епізоди              |
| 1990      | «Дотримання пристойності»    | Keeping Up Appearances            | молодик                | 1 епізод               |
| 1991      |                              | 4 Play                            | Денніс                 | 1 епізод               |
| 1991      | «Інспектор Морс»             | Inspector Morse                   | студент                | 1 епізод               |
| 1991      | «Механік»                    | Minder                            | асистент               | 1 епізод               |
| 1991-1993 | «Суто англійське вбивство»   | The Bill                          | Лі Гібсон/Саймон Купер | 2 епізоди              |
| 1992      | «Прощавай жорсткий світ»     | Goodbye Cruel World               | Марк                   | міні-серіал; 3 епізоди |
| 1992      | «Між рядків»                 | Between the Lines                 | Девід Рінгвуд          | 1 епізод               |
| 1992      | «Катастрофа»                 | Casualty                          | Метт                   | 1 епізод               |
| 1992      |                              | The Life and Times of Henry Pratt | Стефан                 | міні-серіал; 1 епізод  |
| 1992      |                              | Second Thoughts                   | Чес                    | 1 епізод               |
| 1993      | «Другий екран»               | Screen Two                        | Пол                    | 1 епізод               |
| 1993      | «Жителі Іст-Енду»            | EastEnders                        | Джонатан               | 2 епізоди              |
| 1993      | «Головний підозрюваний»      | Prime Suspect 3                   | Ентоні Філд            | 1 епізод               |
| 1994      | «Брат Кадфаель»              | Cadfael                           | Едвард Гарні           | 1 епізод               |
| 1994      |                              | Stages                            | Бен                    | 1 епізод               |
| 1994      | «Один екран»                 | Screen One                        | Чарлі                  | 1 епізод               |
| 1996      | «Прогулянка мерця»           | Dead Man's Walk                   | Вудроу                 | міні-серіал; 3 епізоди |
| 2003      | «Кентерберійські оповідання» | Canterbury Tales                  | Арті                   | 1 епізод               |
| 2006-2007 | «Сміт»                       | Smith                             | Том                    | 7 епізодів             |
| 2008-2009 | «Ілай Стоун»                 | Eli Stone                         | Ілай Стоун             | 26 епізодів            |
| 2009      | «Емма»                       | Emma                              | містер Найтлі          | міні-серіал; 4 епізоди |
| 2010      | «Декстер»                    | Dexter                            | Джордан Чейз           | 8 епізодів             |
| 2012-2019 | «Елементарно»                | Elementary                        | Шерлок Холмс           | 154 епізоди            |